# 瓦馬丘科區

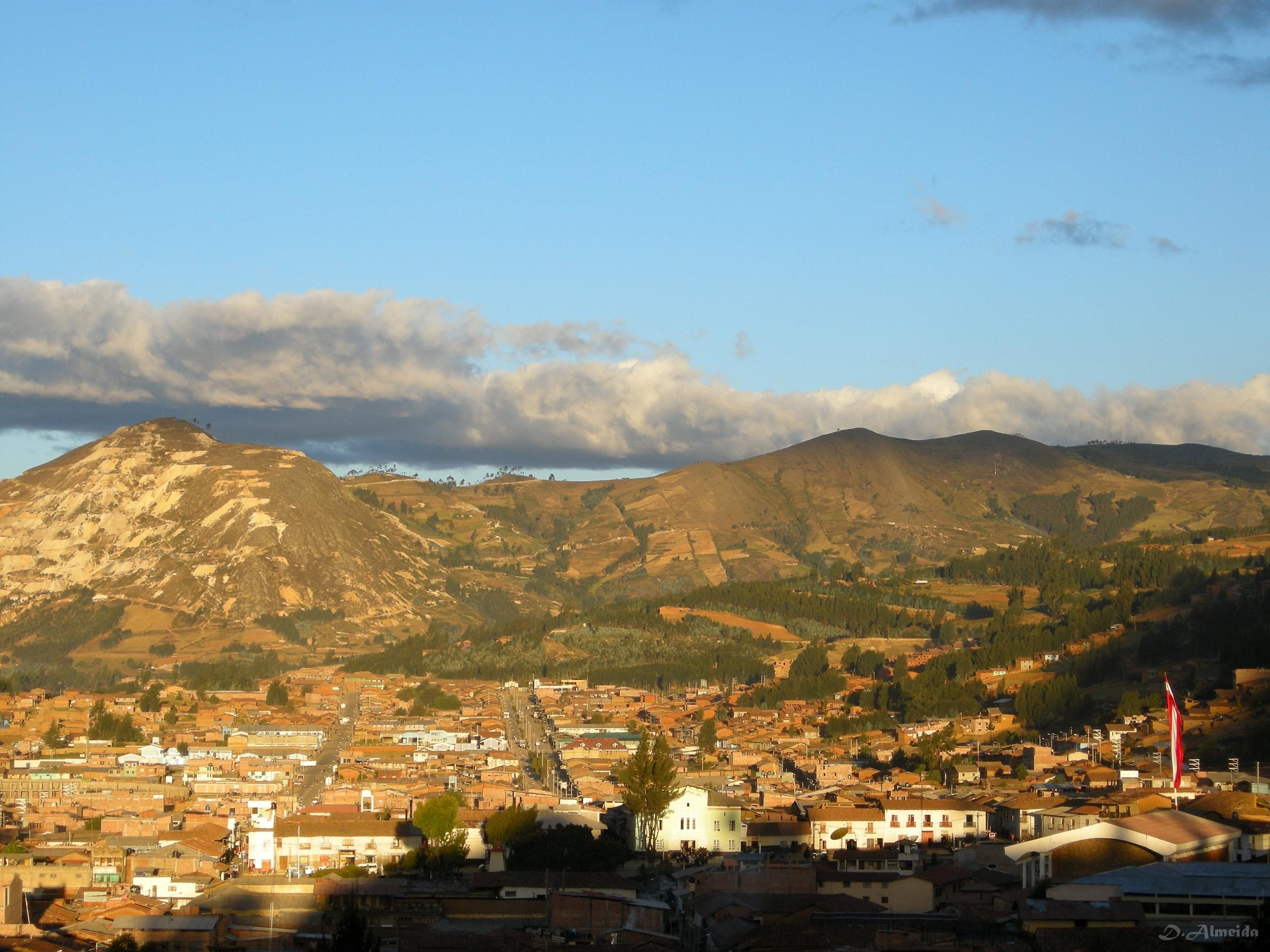

瓦馬丘科區（西班牙語：Distrito de Huamachuco），是秘魯的一個區，位於該國西北部拉利伯塔德大區的桑切斯卡里翁省，面積424.13平方公里，海拔高度3,110米，2007年人口52,459，人口密度每平方公里123.69人。